# 中国新聞

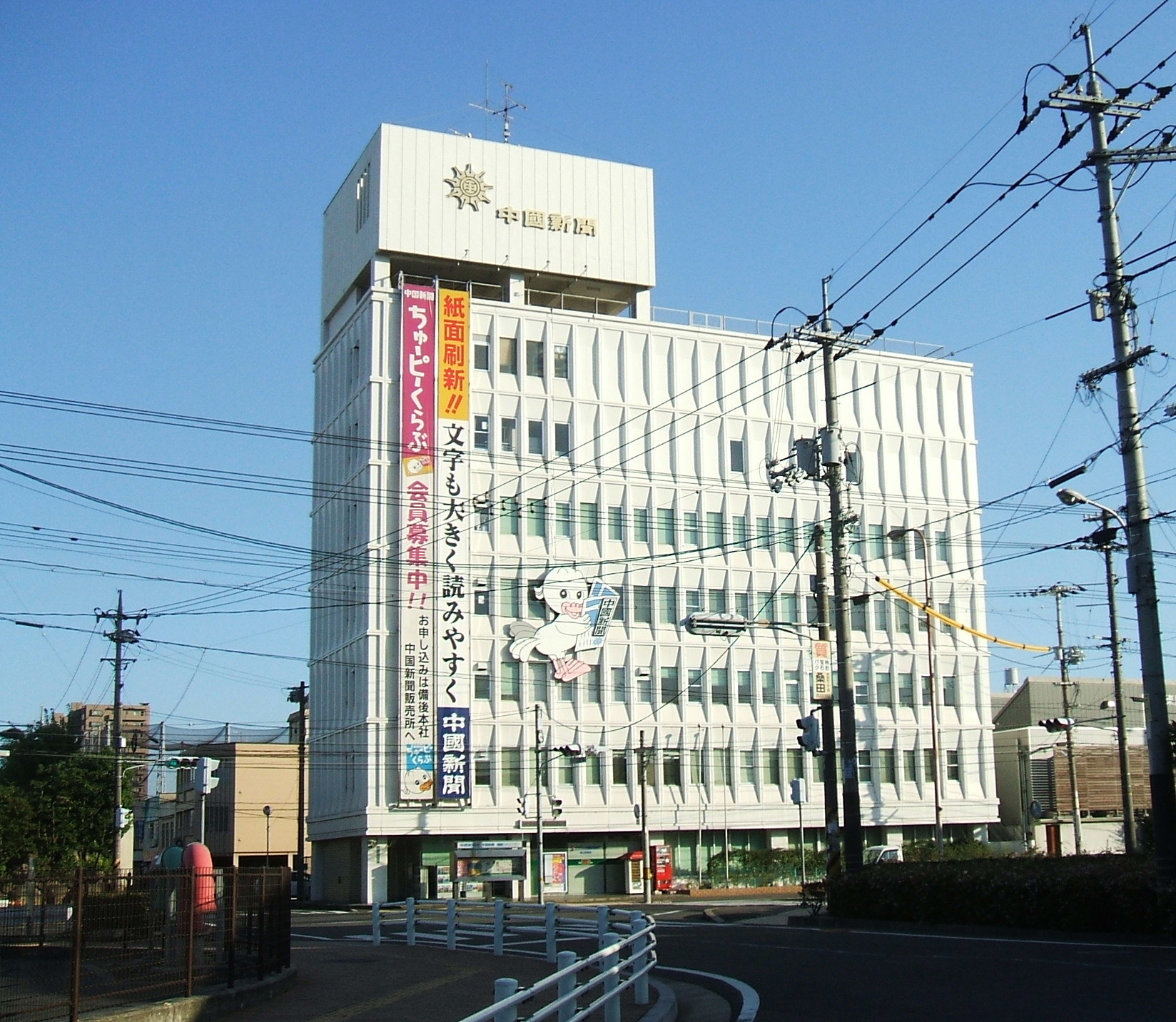
中国新聞備後本社。

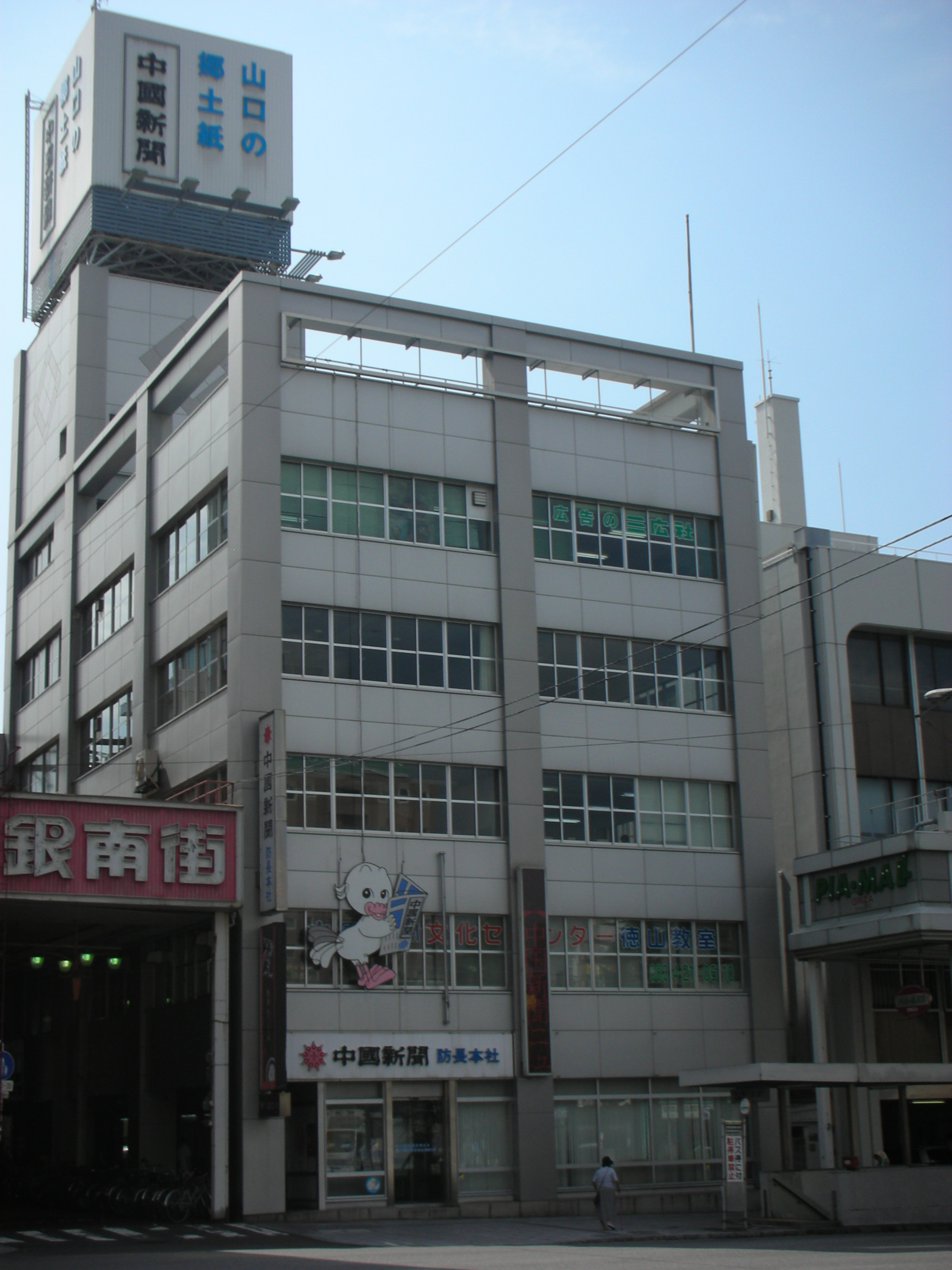
旧中国新聞防長本社。建物は解体され東横インとなっている。

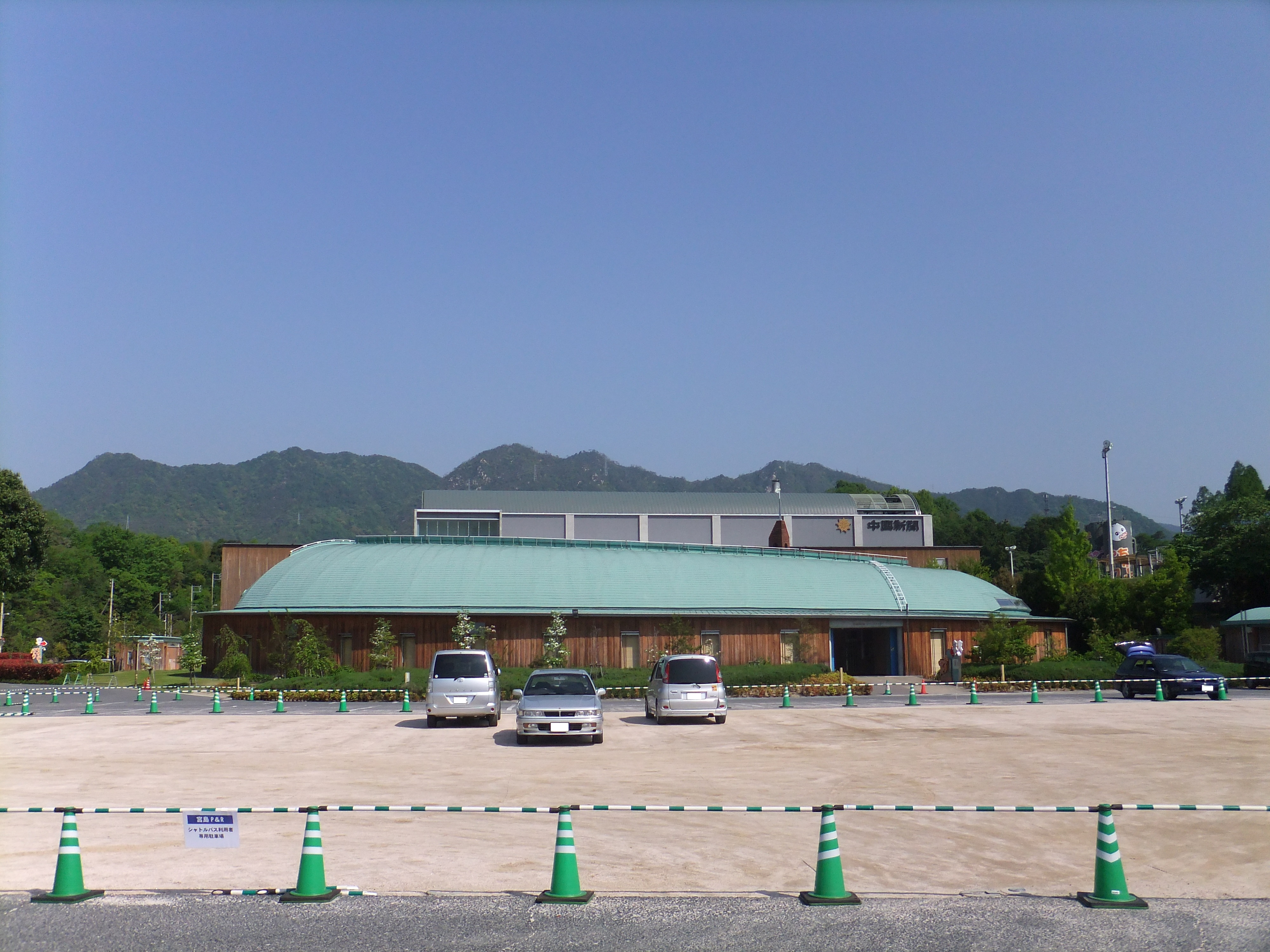
ちゅーピーパーク。

中国新聞（ちゅうごくしんぶん、題字: 中國新聞）は、広島県広島市に本社を置く中国新聞社が発行している地方新聞である。

## 概要
1892年5月5日創刊。最大印刷ページ数は40ページ。広島県を中心に同じ中国地方の山口県、岡山県、島根県でも発行・販売されている。鳥取県では、島根版を他紙販売店に委託し一部地域で販売している。この他にも四国地方の愛媛県の島嶼部（芸予諸島）でも販売されている。電子版も発行しており、発行地域外でも購読可能である。広島県の県紙であると同時に中国地方における購読者が多く、発行部数も地方紙として最大規模なことからブロック紙として扱われることも多い。より多くの人口を有する北部九州のブロック紙である西日本新聞より発行部数が多い。
地元の視線で書かれた記事も多く、特にマツダに関する報道が多い。また原爆（核兵器）や平和に関する記事でも高い評価を得ている。なお、反暴走族の論調や暴力団追放キャンペーンでも知られている。さらに広島県には広島東洋カープ（プロ野球）、サンフレッチェ広島（日本プロサッカーリーグ）、広島ドラゴンフライズ（ジャパン・プロフェッショナル・バスケットボールリーグ）、広島サンダーズ（SVリーグ）、湧永製薬ハンドボール部（日本ハンドボールリーグ）など地元に一流のプロスポーツチームが多数存在するため、スポーツ記事も充実している。
2005年11月には、廿日市市大野に中国新聞広島制作センター（通称「ちゅーピーパーク」）が完成し24個面フルカラー印刷が可能な輪転機を備えた。さらには、広島市のほか福山市、周南市の3本社体制で新聞の発行を行っている。2012年11月1日より、東京都中央区銀座にある広島ブランドショップ「tau（たう）」でも中国新聞とデイリースポーツ広島版を購入できるようになった。昼頃から販売される。
2015年4月30日を以って91年続いた夕刊を休刊している。販売地域が複数の都府県にまたがる地方紙、いわゆるブロック紙のレベルで夕刊を休刊するのは中国新聞が初めて。同年5月1日には「第二の朝刊」と位置づける『中国新聞SELECT』を創刊した。朝刊と同サイズのフルカラー16面構成で、一部の夕刊の連載も引き継いでいる。原則として火曜日から日曜日発行。創刊当初は、朝刊と併せての配達のみだったが、2016年5月からコンビニエンスストアなどで1部売りを開始した。
近年の発行部数に関しては、中国新聞社販売局調べで2017年が61万2,272部、2019年は58万3,208部、2020年が55万4,596部、2023年8月15日では50万3,804部、2024年2月15日は48万7,981部、2025年4月15日時点では45万2,718部に推移している。

## 歴史

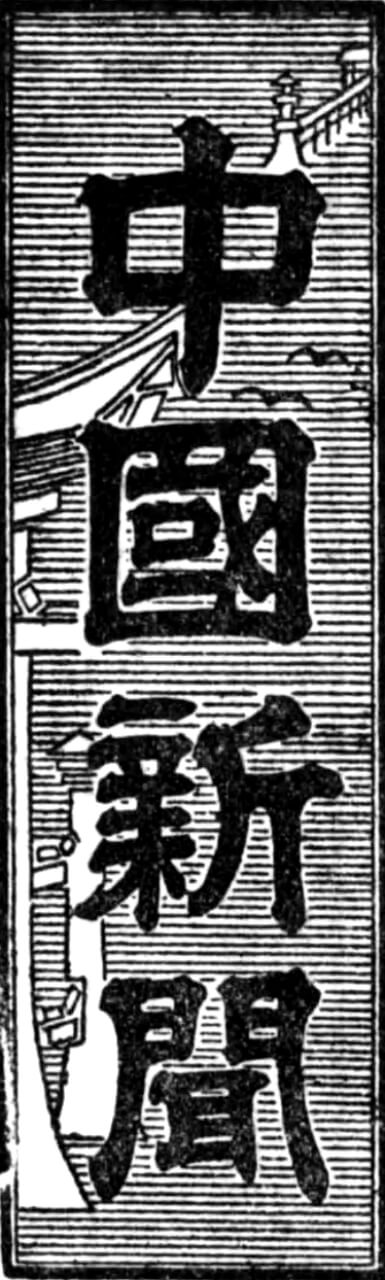
中国新聞の題字（背景は厳島神社の大鳥居）

- 1892年5月5日　日刊「中國」として創刊。
- 1908年6月21日　紙齢5000号を機に、題字を「中國新聞」に改名。
- 1941年9月1日　傘下の呉新聞が芸備日日新聞を統合。
- 1945年8月6日　原爆投下のため、本社が被災。社員114名が犠牲となった[12]。朝日新聞社に代行印刷を依頼し、2日間休刊して同月9日から再発行。
- 1948年　中国新聞が呉新聞を統合。
- 1959年　新聞協会賞の編集部門で連載企画「瀬戸内海」が受賞。
- 1965年　暴力追放キャンペーンで菊池寛賞受賞。新聞協会賞の編集部門で連載企画「ヒロシマ20年」など一連の原爆報道が受賞。
- 1982年1月1日　紙面の文字を拡大し、1段15文字から13文字に移行。
- 1985年　新聞協会賞の編集部門で「ヒロシマ40年」報道が受賞。第二社会面の連載「ほのぼの」が「小さな親切運動」特別賞受賞。
- 1986年10月15日　新聞協会賞の編集部門で連載企画「シベリア抑留」が、経営・業務部門で「地域情報ネットワーク」がダブル受賞。
- 1987年　新聞協会賞の経営・業務部門で「ひろしまフラワーフェスティバルの創造と展開」が受賞。
- 1990年　新聞協会賞の編集部門で連載企画「世界のヒバクシャ」が受賞。
- 1991年5月7日　紙面の文字を拡大し、1段13文字から12文字に移行。
- 1992年1月1日　同年の創刊100周年を機に、“新”の字の偏を“立+未”から“立+木”に改める。
- 同年10月15日　新聞協会賞の経営・業務部門で「エリアデータベースの構築と活用～情報新時代の販売所経営」が受賞。
- 1995年　田城明記者のインタビューシリーズ「核時代 昨日・今日・明日」でボーン・上田記念国際記者賞受賞。新聞協会賞の編集部門で「ヒロシマ50年」の報道（特集「検証ヒロシマ」、連載「核と人間」、インタビューシリーズ「核時代 昨日・今日・明日」など）が受賞。
- 1996年4月1日　ホームページ開設。
- 1999年　新聞協会賞の編集部門で「であい しまなみ」が受賞。
- 2001年1月4日　紙面の文字を拡大し、1段12文字から11文字に移行。
- 同年5月1日　「中国新聞　備後」と「中国新聞　山口」の本社版を創刊し、3郷土紙体制に移行。
- 2002年　新聞協会賞の編集部門で「断ち切れ 暴走の連鎖－『ただいま』が聞きたくて」が受賞。合計11回目の受賞であり、地方紙の最多受賞記録を更新。
- 2003年5月1日　新印刷工場の福山制作センター（プレッセびんご、2005年11月から「ふくやまちゅーピーパーク」）が本格稼動。3本社がそれぞれ独自の紙面作りを開始。
- 2008年3月24日　紙面の文字を拡大し、1段11文字から10文字に移行。
- 2009年　新聞協会賞の経営・業務部門で「夢のボールパーク誕生サポート－地域とともに歩む総合メディア企業の実践－」が受賞。
- 2011年10月1日　紙面の文字を面積比で約12%拡大。
- 2015年4月30日　夕刊を休刊した[7]。
- 同年5月1日　夕刊の代替として中国新聞SELECTを創刊[7]。
- 2022年　新聞協会賞に防長本社編集部（前編集局報道センター映像担当）の安部慶彦が手掛けた写真連載｢太田川 恵みと営み｣が選ばれた。
- 2023年8月1日　同日から月極め購読料を値上げすることを同年7月に発表した[13]。

## 題字
- 中國 - 1892年（創刊当時）
- 廣島日刊中國 - 1899年頃
- 廣島中國 - 1901年頃
- 廣嶋日刊中國 - 1905年頃
- 中國新聞 - 1908年頃
- 廣島中國新聞 - 1912年頃
- 中國新聞 - 1936年頃（現在）

2012年5月5日付朝刊の創刊120周年特集より引用。

## 提携紙
- ブロック紙3社連合
  - 北海道新聞（道新スポーツを含む）
  - 中日新聞（東京新聞、北陸中日新聞、日刊県民福井、中日スポーツ、東京中日スポーツを含む）
  - 西日本新聞（西日本スポーツを含む）
- 河北新報
- 新潟日報
- 神戸新聞
- 山陽新聞（2009年12月より、広島県と岡山県の記事を相互交換している[14]）

## 各版

### 本社版
- 広島本社版（広島県西部、島根県、鳥取県）

広島県と山陰地方では、ラテ欄等の体裁が異なる。
- 備後本社版（広島県東部、岡山県）

題字の下に「備後」の文字が記載されている。
- 防長本社版（山口県）

題字の下に「山口」の文字が記載されている。

### 地方版
- 広島県
  - 広島都市圏
  - 呉・東広島
  - 県北
  - 福山・尾三
- 備後版
  - 広島都市圏（1面）
  - 井笠おかやま（1/3面）
  - 県北（1/3面）
  - 呉・東広島（1/3面）
  - 福山・尾三（1面）
  - 備後（1面）
  - 中国ワイド（2面）
- 山口県
  - 山口総合
  - 防長路
  - 岩柳　周南・山口
- 岡山県（備後版と同内容）
  - 広島都市圏（1面）
  - 井笠おかやま（1/3面）
  - 県北（1/3面）※注：広島県の県北
  - 呉・東広島（1/3面）
  - 福山・尾三（1面）
  - 備後（1面）
  - 中国ワイド（2面）
- 島根県
  - 島根
- 鳥取県
  - 鳥取（現在は廃止されており、鳥取県の情報は島根版の「山陰ねっと」に掲載。）

### 電子版
2011年3月1日より、中国新聞朝刊電子版を創刊した。本紙朝刊の定期購読者であれば、全ての朝刊地方版をパソコン上で無料購読することができる。なお、月額1,100円（税込）を追加で支払うことでiPadもしくはiPhoneからも閲覧可能になる。朝刊を購読していない場合、全て有料で提供される。料金は月額3,300円（税込）。

### 縮刷版
かつて、中国新聞の全紙面をA4サイズに縮小し、一冊の書籍にまとめた中国新聞縮刷版（縮刷版）が発行されていた。1966年8月から1975年5月までの発行分が存在する。現在は廃止されている。

## ラテ欄
最終面に主な地デジテレビ局、中面にその他テレビ局、BS／CS、ラジオ局を掲載している。
| 地域版         | 地域版         | 最終面 | 最終面 | 中面 | 中面 | 中面 | 備考 |
| 地域版         | 地域版         | テレビ (フル) | テレビ (ハーフ以下) | テレビ (ハーフ以下) | BS／CS (ハーフ以下) | ラジオ | 備考 |
| -------------- | -------------- | --- | --- | --- | --- | --- | --- |
| 広島県         | 広島版         | - NHK総合（D1） - NHK Eテレ（D2） - RCC（D3） - 広テレ（D4） - ホーム（D5） - TSS（D8）                                                  | | - TSCせとうち（D7） - 南海（D4） - 愛媛朝日（D5） - あいテレビ（D6） - テレビ愛媛（D8） - ちゅピcom - NHK Eテレ デジタルサブチャンネル                                          | - NHK BS（1） - NHK BSP4K - NHK BS8K - BS日テレ（4） - BS朝日（5） - BS-TBS（6） - BSテレ東（7） - BSフジ（8） - WOWOWプライム（9） - WOWOWライブ（9+赤） - WOWOWシネマ（9+緑） - BS10（10） - BS10スターch（10） - BS11（11） - トゥエルビ（12） - BS松竹東急（260） - BSよしもと（265） - JSPORTS1 - JSPORTS2 - 衛星劇場 - 時代劇専門 - 日本映画専門 - チャンネルNECO - WOWOWプラス - ディスカバリー - アニマックス - キッズ - ゴルフネットワーク - ムービープラス - 放送大学テレビ（231） - 放送大学ラジオ（531） | （ハーフサイズ） - RCC - NHK第1 - NHK第2 - 広島FM - NHK FM （クォーターサイズ） - ラジオNIKKEI - FMちゅーピー （極小サイズ） - AFN岩国                               | - メインテレビ面・フルサイズ収録局は広島県内のアナログ開局順、リモコンキーID順に掲載。 - テレビせとうちが収録されているのは、広島県にテレビ東京系列のフルネット局がないこと、および広島県東部では直接受信が可能な地域があり、MCAT、尾道ケーブルテレビにおいて区域外再放送を行っていることに配慮するものである。 - かつては広島版のテレビ欄およびラジオ欄に山陰放送など山陰地区の民放も掲載されていたが、現在は掲載されていない。 - 中面に掲載されているBS／CSのうち、JSPORTS1および2は、備後版では未収録。 |
| 広島県         | 備後版         | - NHK総合（D1） - NHK Eテレ（D2） - RCC（D3） - 広テレ（D4） - ホーム（D5） - TSS（D8）                                                  | | - TSCせとうち（D7） - 西日本（D4） - 瀬戸内海（D5） - RSKテレビ（D6） - OHKテレビ（D8） - 南海（D4） - 愛媛朝日（D5） - あいテレビ（D6） - テレビ愛媛（D8） - ちゅピCOMおのみち | - NHK BS（1） - NHK BSP4K - NHK BS8K - BS日テレ（4） - BS朝日（5） - BS-TBS（6） - BSテレ東（7） - BSフジ（8） - WOWOWプライム（9） - WOWOWライブ（9+赤） - WOWOWシネマ（9+緑） - BS10（10） - BS10スターch（10） - BS11（11） - トゥエルビ（12） - BS松竹東急（260） - BSよしもと（265） - JSPORTS1 - JSPORTS2 - 衛星劇場 - 時代劇専門 - 日本映画専門 - チャンネルNECO - WOWOWプラス - ディスカバリー - アニマックス - キッズ - ゴルフネットワーク - ムービープラス - 放送大学テレビ（231） - 放送大学ラジオ（531） | （ハーフサイズ） - NHK FM - 広島FM - NHK第1 - NHK第2 - RCC （クォーターサイズ） - RSK - 西日本 - NIKKEI - FM岡山 - レディオBINGO - エフエムおのみち - エフエムみはら | - メインテレビ面・フルサイズ収録局は広島県内のアナログ開局順、リモコンキーID順に掲載。 - テレビせとうちが収録されているのは、広島県にテレビ東京系列のフルネット局がないこと、および広島県東部では直接受信が可能な地域があり、MCAT、尾道ケーブルテレビにおいて区域外再放送を行っていることに配慮するものである。 - かつては広島版のテレビ欄およびラジオ欄に山陰放送など山陰地区の民放も掲載されていたが、現在は掲載されていない。 - 中面に掲載されているBS／CSのうち、JSPORTS1および2は、備後版では未収録。 |
| 岡山版         | 岡山版         | - NHK 総合（D1） - NHK Eテレ（D2） - RSKテレビ（D6） - OHKテレビ（D8） - 西日本（D4） - 瀬戸内海（D5）                                   | - TSCせとうち（D7） - RCC（D3） - 広テレ（D4） - ホーム（D5） - TSS（D8） - サンテレビ                                                          | - 南海（D4） - 愛媛朝日（D5） - あいテレビ（D6） - テレビ愛媛（D8） | - NHK BS（1） - NHK BSP4K - NHK BS8K - BS日テレ（4） - BS朝日（5） - BS-TBS（6） - BSテレ東（7） - BSフジ（8） - WOWOWプライム（9） - WOWOWライブ（9+赤） - WOWOWシネマ（9+緑） - BS10（10） - BS10スターch（10） - BS11（11） - トゥエルビ（12） - BS松竹東急（260） - BSよしもと（265） - JSPORTS1 - JSPORTS2 - 衛星劇場 - 時代劇専門 - 日本映画専門 - チャンネルNECO - WOWOWプラス - ディスカバリー - アニマックス - キッズ - ゴルフネットワーク - ムービープラス - 放送大学テレビ（231） - 放送大学ラジオ（531） | （ハーフサイズ以下） - NHK FM - 広島FM - NHK第1 - NHK第2 - RCC - RSK - 西日本 - NIKKEI - FM岡山 - レディオBINGO                                                      | - 岡山版の番組欄はTSC以外の岡山・香川県域の4局がフルサイズとなり、TSCと在広局及びサンはハーフサイズ以下。 - 岡山版の最終面の放送局数が多くスペースがいっぱいのため、番組紹介欄は最終面にはなく中面のみに掲載されている。 - ケーブルテレビの笠岡放送と井原放送の簡単な番組情報が、地方版の井笠おかやま版に掲載されている。 |
| 山口県         | 東部（岩）版   | - NHK総合（D1） - NHK Eテレ（D2） - 山口（D4） - テレビ山口（D3） - 山口朝日（D5） - RCC（D3） - 広テレ（D4） - ホーム（D5） - TSS（D8） | | - 南海（D4） - 愛媛朝日（D5） - あいテレビ（D6） - テレビ愛媛（D8） - NHK Eテレ デジタルサブチャンネル                                                                          | - NHK BS（1） - NHK BSP4K - NHK BS8K - BS日テレ（4） - BS朝日（5） - BS-TBS（6） - BSテレ東（7） - BSフジ（8） - WOWOWプライム（9） - WOWOWライブ（9+赤） - WOWOWシネマ（9+緑） - BS10（10） - BS10スターch（10） - BS11（11） - トゥエルビ（12） - BS松竹東急（260） - BSよしもと（265） - JSPORTS1 - JSPORTS2 - 衛星劇場 - 時代劇専門 - 日本映画専門 - チャンネルNECO - WOWOWプラス - ディスカバリー - アニマックス - キッズ - ゴルフネットワーク - ムービープラス - 放送大学テレビ（231） - 放送大学ラジオ（531） | （ハーフサイズ） - RCC - NHK第1 - NHK第2 - 広島FM - NHK FM （クォーターサイズ） - 山口 - FM山口 - ラジオNIKKEI - 南海 （極小サイズ） - AFN岩国                       | - 岩国市周辺で直接受信やケーブルテレビでの再送信がされている事を踏まえ、在広4局をフルサイズで掲載している。 |
| 山口県         | 西部（山）版   | - NHK総合（D1） - NHK Eテレ（D2） - 山口（D4） - テレビ山口（D3） - 山口朝日（D5） - テレビ西日本（D8）                                  | - テレQ（D7） - RKB毎日（D4） （以下クォーターサイズ） - 九州朝日（D1） - RCC（D3） - 広テレ（D4） - 福岡（D5） - テレビ大分（D4） - 大分（D3） | - 南海（D4） - 愛媛朝日（D5） - あいテレビ（D6） - テレビ愛媛（D8） - NHK Eテレ デジタルサブチャンネル                                                                          | - NHK BS（1） - NHK BSP4K - NHK BS8K - BS日テレ（4） - BS朝日（5） - BS-TBS（6） - BSテレ東（7） - BSフジ（8） - WOWOWプライム（9） - WOWOWライブ（9+赤） - WOWOWシネマ（9+緑） - BS10（10） - BS10スターch（10） - BS11（11） - トゥエルビ（12） - BS松竹東急（260） - BSよしもと（265） - JSPORTS1 - JSPORTS2 - 衛星劇場 - 時代劇専門 - 日本映画専門 - チャンネルNECO - WOWOWプラス - ディスカバリー - アニマックス - キッズ - ゴルフネットワーク - ムービープラス - 放送大学テレビ（231） - 放送大学ラジオ（531） | （ハーフサイズ） - RCC - NHK第1 - NHK第2 - 広島FM - NHK FM （クォーターサイズ） - 山口 - FM山口 - ラジオNIKKEI - 南海 （極小サイズ） - AFN岩国                       | - テレビ西日本を最終面フルサイズで収録しているのは、山口県にフジテレビ系列のフルネット局がないのと、山口県西部では直接受信が可能な地域が多いことを踏まえている。同じように山口県西部で直接受信が可能な地域が多いテレQはハーフサイズ収録。 - ホーム・TSSは未収録である。 |
| 島根（山陰）版 | 島根（山陰）版 | - NHK総合 - NHK Eテレ - BSSテレビ（D6） - 日本海（D1） - さんいん中央（D8） - ホーム（D5）                                               | | - RCC - 広テレ - TSS - 山口 （以下クオーターサイズ） - 山口朝日 - 九州朝日 - テレビ山口 - テレQ - RKB毎日                                                                       | - NHK BS（1） - NHK BSP4K - NHK BS8K - BS日テレ（4） - BS朝日（5） - BS-TBS（6） - BSテレ東（7） - BSフジ（8） - WOWOWプライム（9） - WOWOWライブ（9+赤） - WOWOWシネマ（9+緑） - BS10（10） - BS10スターch（10） - BS11（11） - トゥエルビ（12） - BS松竹東急（260） - BSよしもと（265） - JSPORTS1 - JSPORTS2 - 衛星劇場 - 時代劇専門 - 日本映画専門 - チャンネルNECO - WOWOWプラス - ディスカバリー - アニマックス - キッズ - ゴルフネットワーク - ムービープラス - 放送大学テレビ（231） - 放送大学ラジオ（531） | （ハーフサイズ以下） - NHK-FM - HFM - RCC - FM山陰 - ラジオNIKKEI - NHK第1 - NHK第2 - BSSラジオ - KRY - AFN岩国                                                      | - ホームテレビが最終面に掲載されているのは、山陰地区にテレビ朝日系列のフルネット局がないため。島根県では、多くのケーブルテレビ局でホームテレビを再配信していることを踏まえている。 - 鳥取県では地理的な関係で朝日放送テレビ（ABC）、瀬戸内海放送のいずれかをケーブルテレビ局で区域外再放送している（鳥取県東部のごく一部でABCを直接受信が可能な地域もある）が、番組表には掲載されていない。 |

### 番組解説欄
中国新聞のテレビ番組解説欄には、番組名、放送時間の次に系列放送局が広島→山口→山陰→岡山・香川の順番で掲載される。フジテレビ系列の場合、TSSの次は山口県に同局系列の放送局が存在しないため、山口県西部などで直接受信が可能なテレビ西日本を入れている。
- TBS系列 - RCC、テレビ山口、BSS、RSK
- 日本テレビ系列 - 広テレ、山口、日本海、西日本
- テレビ朝日系列 - ホーム、山口朝日、瀬戸内海
- フジテレビ系列 - TSS、テレビ西日本、さんいん中央、OHK

## その他

### 4コマ漫画
- 朝刊：ねえ、ぴよちゃん（青沼貴子）

### 原爆・平和関連記事
- ひろしま国 10代がつくる平和新聞

公募で選ばれた10代のジュニアライターが、平和に生きることをテーマに取材・執筆する。

## 連載「BC級戦犯」問題
1990年8月15日から紙面で連載されていた「BC級戦犯」（御田重宝解説委員が単独で取材、執筆）について、1991年3月『マラヤの日本軍』を刊行した高嶋伸欣・林博史の連名で編集局長あてに、連載記事の中の『マラヤの日本軍』の引用ぶりが不当で、多数の事実誤認･歪曲や偏見があり、歴史の捏造にあたるとの抗議があり、新聞社としては「前代未聞（秦郁彦）」のお詫び記事を掲載するに至った。
中国新聞は1991年6月に、歴史観や見解の相違の他に著者の意図に反する引用ミス･事実誤認があったこと、読者からも同様な指摘があったことを認め、既に確認できた分については訂正したこと、引用に改ざんがあるのではないかとの指摘については今後調査を進める旨、回答した。同年10月、社内で点検した結果、1,150箇所の異同があり、転記ミス等の事実関係の間違いや著者の意図に反する引用や解釈の誤りや一方的な記述、推測による描写があったこと、執筆者に思い込みや決めつけがあったにもかかわらず社内のチェックが十分ではなかったと発表した。中国新聞では、御田が意図的な改竄は否定したことから、1,150箇所の『異同一覧』は大部となるものであったが、中国新聞は定期購読契約をしている図書館などに配布し、対外的にはこれで終了とした。
しかしその後、秦郁彦が月刊誌『正論』1992年8月号に論考を発表し、御田から聞いた話として中国新聞内の調査で異同として取上げられた1,150箇所とは、「旧かな」を「新かな」に訂正したもの、ルビを新たにつけたもの、引用文献の間違いを正しく直したもの、校閲部の見落としまでカウントされていると指摘し、調査員が機械的に照合した1,150箇所という数字のインパクトに「シロウト」である編集部幹部が、高嶋らに全面降伏してしまったとのだとの秦自身の見解を主張した。ただし、問題当時の毎日新聞記事によれば、中国新聞は、引用ルールの逸脱、一方的な記述、史実の混同等と細かく9項目に分類し、御田の説明を付けながら「改ざんの疑念を持たれてもやむを得ない」「明らかな事実誤認」などの表現で、著者の意図に反する引用や内容の改変を認めたとしている。これらは事件のお詫びや再発防止策とともに新聞紙面1ページ半にわたって中国新聞に掲載されたとする。
さらに、秦はおおもとの高嶋・林の抗議内容についても御田記者の連載は（林が原著で）書いていないことをさも書いてあるかのようにしているなどとするが、あら捜しか言いがかりのレベルであり、高嶋・林の『マラヤの日本軍』にも、シンガポール警備隊は昭南警備隊（原文では、シンガポール→昭南という表現）である、全面化としているが全面戦争化と書ねばならないはずといった例まで含めて実例を示し、同様な表記の問題はあるとし、むしろ密度は彼らの方が高いと擁護した。高嶋・林側は御田の執筆内容には本質に関わる深刻な問題があると主張し、『正論』1992年9月号から11月号に双方の反論、再反論等が掲載された。御田自身は『諸君！』1992年9月号に事件の論考を載せている。なお、御田の他の連載『シベリア抑留』についても高嶋は御田が不明瞭と感じた部分を検証したものの、こちらについては「意図的な改ざんとは思わない」と認めている。
本来、この連載「BC級戦犯」は単行本化するはずで既に講談社と契約されていたが、この問題により発行は見合わされた。代わるかのように、中国新聞社は1993年に取材班の取材による著作『亜細亜からアジア 共生への道』を出版している。

## 備考
- 1892年（明治25年）日刊「中國」を創刊したのは地方政党「政友会」の幹部である。これは、広島藩藩主だった浅野氏が作らせた政党（立憲政友会とは無関係）で、彼らは1887年（明治20年）から発行していた政党機関紙「安芸津新報」を作っていたメンバーであったが、当時安芸津新報社社長との意見対立から退社し日刊「中國」を創刊した[25]。
- 毎月1回（原則第2日曜日、1月は1日元日、10月は体育の日）は新聞休刊日が設定されているが、5月5日こどもの日はひろしまフラワーフェスティバル（中国新聞社協賛）が開催され、その関連記事を載せるため中国新聞だけは休刊日ではなくなり、翌5月6日の朝刊も通常発行される。
- 中国放送（RCC）では、中国新聞協力のニュース番組として中国新聞ニュース（一部の時間帯は「RCC NEWS」）が放送されている。以前は、広島テレビ放送（HTV）や広島ホームテレビ（HOME）でも「中国新聞ニュース」枠が存在した。
- 池上彰は、本紙連載「ある勇気の記録」を書籍化したものがNETテレビ（現在のテレビ朝日）でドラマ化されたものを視聴し、ジャーナリストになることを決意したという。
- マスコットとして、白ハトをモチーフにした「ちゅーピー」（上記の写真：備後本社および防長本社のビルの壁面に取り付けられているキャラクター）を制定している。ザメディアジョンが、「ちゅーピー」を扱った絵本やグッズの制作・販売を代行している。また、系列であり中国新聞社内に本社のあるコミュニティ放送会社も、愛称を「FMちゅーピー」に変更した。
- 中国新聞読者を中心とした会員組織として「ちゅーピーくらぶ」を用意している。会員は会員証の提示による加盟店での割引、ポイントによるサービス、カープやサンフレッチェといった地元チームの試合結果をメールで通知するサービスなどを受けることができる。広島地区においては、広島銀行のキャッシュカードに、「ちゅーピーくらぶ」の会員証と、パスピー（広島地区の鉄道・バス・船舶各社で利用可能なIC乗車カード）を一体化した「ひろぎんPASPY」が発行されている。また山口フィナンシャルグループの「YM《セゾン》カード」会員や、庄原市のふるさと応援団「エール庄原」会員、広島大学校友会「フェニックスクラブ」会員等の提携先会員組織の希望者には、「ちゅーピーくらぶ」会員証機能を持つ一体型会員証が発行されている。
- 山口県では、2009年3月31日まで本紙と西日本新聞（本社は福岡市）とで販売エリアがバッティングしていた。ブロック紙同士による販売エリアのバッティングは、全国でもここだけであったが、西日本新聞が山口県から撤退したことにより、山口県内では本紙が唯一のブロック紙となった[注釈 5]。
- 2007年8月10日、中国新聞社の印刷センター「ちゅーピーパーク」が経営するプールで2歳児が溺死する事故が発生したが、翌8月11日の中国新聞朝刊33面には事故があったことのみを掲載し自社との関わりについては言及しなかった。なお、「ちゅーピープール営業中止のお知らせ」を掲載したが、営業中止の理由については触れなかった。
- 2008年9月1日、福田康夫首相（当時）の退陣表明記者会見において、中国新聞の男性記者が「総理の会見が国民からは他人事のように聞こえる」と首相に問いかけ、それに対する返答として「他人事のようにというふうにあなたはおっしゃったけれども、私は自分自身を客観的に見ることはできるんです。あなたと違うんです」との首相の言葉を引き出した。立花隆は会見を通してこの部分が唯一面白いと評したほか、多くのマスコミからこの記者に対して取材が寄せられた。この記者は広島県内の支局を経て東京支社報道部の政治部担当キャップとして着任し、この日は最後に福田首相に対して辛口の質問を狙っていたという。この「あなたとは違うんです」[注釈 6]という言葉は流行語にもなり、2008年度「新語・流行語大賞」にもノミネートされたが[26]、福田首相は選考前に辞退した。
- 長きにわたってテレホンサービスとして「中国新聞ニュースハイライト」（NTT西日本・ISDNのCM付き）、「中国新聞スポーツニュース」（提供：福留ハム）が提供されてきていたが、2012年2月29日で終了した。
- 美能幸三は網走刑務所収監中に報道部記者の今中亙が『文藝春秋』1965年4月号に寄稿した手記「暴力と戦った中国新聞 - 菊池賞の栄に輝く "ペンは暴力よりも強し"」の内容が事実と異なるとして、広島抗争に関する手記を執筆、これが映画『仁義なき戦い』の原案となった。